# Dominique Bosshart
Dominique Bosshart (n. 7 octombrie 1977, Morges⁠(d), cantonul Vaud, Elveția) este o sportivă ce a reprezentat Elveția, medaliată olimpică. A participat la două ediții ale Jocurilor Olimpice (2000, 2004) în care a câștigat o medalie de bronz.